# Havenes forsuring
Havenes forsuring er et udtryk der bruges til at betegne den aftagende pH i havvand som skyldes optagelsen af kuldioxid (CO2) fra jordens atmosfære Havenes forsuring kaldes også for "det andet kuldioxid-problem" og betegnes som "klimaændringens onde tvilling".
Siden starten af industrialiseringen er der sket fald i havenes pH, dvs. at der er sket en øget forsuring.
Hydrosfæren står i ligevægt med atmosfæren, specielt hvad angår kuldioxid (kultveilte), og mellem en tredjedel og halvdelen af den menneskeskabte kuldioxid-udledning ender i verdenshavene og forårsager forsuringen. Forsuringen forventes at spille en stor rolle for mange havlevende organismer, da livet er knyttet til snævre pH-intervaller. Forsuringen vil gøre det vanskeligere at danne og bevare skaller, exoskeletter og andre hårde dele af calciumcarbonat. Dyr og planter der vil blive berørt af forsuringen er kalkflagellater (nanoplankton), koraller, foraminiferer, pighuder, krebsdyr og bløddyr.

## Kulstofkredsløbet
Hydrosfæren er et af de reservoirer, som indgår i kulstofkredsløbet, og indeholder anslået 38.000 gigaton kulstof. Kulstofindholdet af verdenshavene stiger med 2 gigaton om året.

## Forsuringen
Kuldioxid i luften står i ligevægt med kuldioxid i hydrosfæren og fordeler sig med ca. 1% som kuldioxid, ca. 91% som hydrogencarbonat,
HCO3−, og med ca. 8% som carbonat, CO32−.
Der indstiller sig følgende ligevægte:
{\displaystyle \mathrm {CO_{2}+2\ H_{2}O\ \rightleftharpoons \ H_{3}O^{+}+HCO_{3}^{-}} }
{\displaystyle \mathrm {HCO_{3}^{-}+H_{2}O\ \rightleftharpoons \ CO_{3}^{2-}+H_{3}O^{+}} }
I denne ligevægt indgår oxoniumionen, H3O+, som bestemmende for pH.
En stigning i oxoniumionens koncentration vil betyde et fald i pH. Faldet i pH betyder en forskydning mellem carbonat og hydrogencarbonat, da hydrogencarbonat er mere opløseligt ved lavere pH. Resultatet betyder et fald i carbonat-koncentrationen, og dermed ændres forudsætningen for dannelsen og stabiliteten af calciumcarbonat.
{\displaystyle \mathrm {CaCO} _{3}\rightleftharpoons \mathrm {Ca} ^{2+}+\mathrm {CO} _{3}^{2-}}
{\displaystyle \mathrm {H^{+}+CO_{3}^{2-}\rightleftharpoons HCO_{3}^{-}} }
{\displaystyle \mathrm {CO_{2}+CaCO_{3}+H_{2}O\rightleftharpoons 2\ HCO_{3}^{-}+Ca^{2+}} }

## Konsekvenser for havlevende dyr og planter
Forsuringen vil gøre det vanskeligere at danne og bevare skaller, exoskeletter og andre hårde dele af calciumcarbonat. Dyr og planter der er berørt af forsuringen er kalkflagellater (nanoplankton), koraller, foraminiferer, pighuder, krebsdyr og bløddyr.
Der er nu bevis for en effekt på havdyrenes skaller. Måling af muslingeskaller viser en betydelig tykkere skal i muslinger fra 40 eller 2150-2420 år siden sammenlignet med nulevende muslinger.

## Eksterne links
Videnskabelige kilder:
- Ocean acidification due to increasing atmospheric carbon dioxide Arkiveret 15. februar 2009 hos  Wayback Machine, report by the Royal Society (UK)
- The Ocean in a High CO2 World, an international science symposium series
- Carbon Dioxide Information Analysis Center Arkiveret 14. august 2011 hos  Wayback Machine (CDIAC), the primary data analysis center of the U.S. Department of Energy (located at Oak Ridge National Laboratory)
- The Acid Ocean – the Other Problem with CO2 Emission, David Archer, a RealClimate discussion
- Regularly-updated "blog" of ocean acidification publications and news, Jean-Pierre Gattuso
- Task Force on Ocean Acidification in the Pacific Arkiveret 7. juni 2007 hos  Wayback Machine, including recent presentations on ocean acidification, Pacific Science Association
- Ocean Acidification (Webside ikke længere tilgængelig), a multimedia, interactive site from The World Ocean Observatory
- Acidic Oceans: Why should we care? Perspectives in ocean science, Andrew Dickson, Scripps Institution of Oceanography

Videnskabelige projekter:
- European Project of Ocean Acidification (EPOCA), a 4-year-long EU initiative to investigate ocean acidification (initiated June 2008)
- Biological Impacts of Ocean Acidification Arkiveret 12. november 2009 hos  Wayback Machine (BIOACID), a German initiative funded by BMBF
- Ocean Acidification Research Programme Arkiveret 9. november 2009 hos  Wayback Machine, a 5-year-long UK initiative funded by NERC, Defra and DECC

Medie-links:
- CO2 and the Other Carbon Problem. Ri Channel. The Smart Place for Science Arkiveret 24. marts 2014 hos  Wayback Machine
- "The Darkening Sea, article in The New Yorker magazine, Nov. 20, 2006 (requires registration)
- "Growing Acidity of Oceans May Kill Corals", Washington Post
- "Scientists Grapple with Ocean Acidification", ABC News
- A Sea Change: Imagine a world without fish Arkiveret 9. juni 2008 hos  Wayback Machine, a documentary and related blog about the science and the socio-economic impacts of ocean acidification. Directed by Barbara Ettinger and produced by Niijii Films
- "Ocean Acidification & Climate", by Clayton Sandell ABC News
- A World Without Whales? by Philippe Cousteau, The Huffington Post
- Acid Test: Can we save our oceans from CO2? Arkiveret 25. september 2009 hos  Wayback Machine, Oceana